# Assigny, Seine-Maritime

Assigny este o comună în departamentul Seine-Maritime, Franța. În 1 ianuarie 2018 avea o populație de 382 de locuitori.